# Eller-Montan

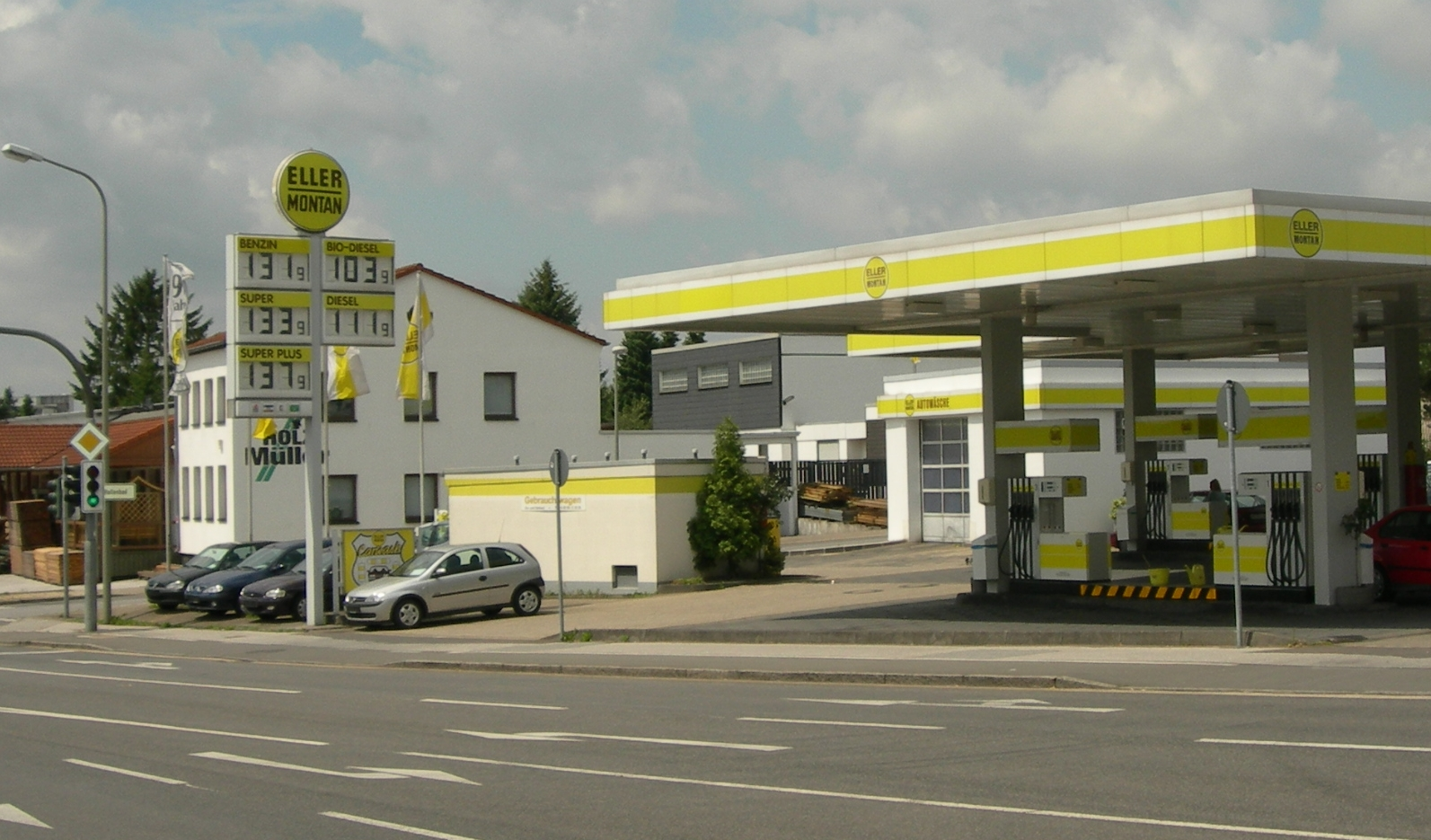
Eller-Montan Tankstelle in Heiligenhaus

Die Eller-Montan Comp. GmbH war ein Mineralölunternehmen mit Sitz in Duisburg.

## Geschichte
Die Eller-Montan-Comp. GmbH wurde 1917 gegründet. Anfangs stand der Handel mit Schmierstoffen und technischen Produkten für den Bergbau im Mittelpunkt. Doch das Unternehmen wuchs schnell. Schon 1919 wurde das bei der Verkokung im Bergbau anfallende Benzol als Motorenbetriebsstoff gehandelt.
Im gleichen Jahr hatte Eller-Montan-Comp. GmbH die ersten fahrbaren Zapfstellen aus Belgien importiert und 1923 die erste öffentliche Straßentankstelle Deutschlands auf der Düsseldorfer Straße in Duisburg eröffnet. 1969 betrieb das Unternehmen mehr als 100 Tankstellen in Deutschland.
Zuletzt handelte es sich um ein mittelständisches Mineralölunternehmen mit verschiedenen Geschäftsbereichen. Der juristische Sitz wurde mit den Handelsregister-Eintragungen vom 7. und 11. April 2016 nach 40789 Monheim am Rhein verlegt.

## Geschäftsbereiche
Die Geschäftsbereiche umfassten ein Tankstellennetz mit 17 Tankstellen an Rhein und Ruhr, Schmierstoffe, Kraftstoffe, Heizöl sowie den Tankservice.
Der Bereich Schmierstoffe wurde 2013 an die AVIA Klöcker in Borken abgegeben. Der Bereich Heizöl wurde zum 1. Oktober 2013 an die Firma Wilhelm Hoyer KG in Visselhövede übergeben. Ende des Jahres folgten die Tankstellen, die an die Firma Oil in Hamburg, einer Tochterfirma der Mabanaft, verpachtet wurden. Die Eller-Montan-Comp. betreibt somit kein Mineralölgeschäft mehr im eigentlichen Sinne.

## Unternehmensgruppe
Zur Eller-Montan Unternehmensgruppe gehörten:
- Eller-Montan Comp. GmbH (seit 2014 Verwaltung der Firmeneigenen Grundstücke; kein aktives Geschäft mehr)
- Union A-Z Handel GmbH & Co. KG
- Conti-Petrol GmbH & Co. KG hat zum 30. September 2013 die Geschäftstätigkeit eingestellt.